# Lambda (lanciatore)
Lambda è una famiglia di razzi sviluppati dal Giappone negli anni sessanta. Il primo lancio (sperimentale) di un razzo Lambda fu effettuato nel 1963; l'ultimo lancio venne effettuato nel 1977. Il razzo Lambda venne sviluppato in diverse versioni, tutte alimentate da propellente solido. Le prime versioni furono utilizzate come razzi-sonda, mentre l'ultima versione, più pesante e potente, venne usata come razzo vettore per lanci orbitali. 

## Versioni
- Le prime versioni del razzo Lambda furono la LS-A e LS-C: erano razzi a due stadi, usati per lanci suborbitali dal 1963 al 1968.
- La versione Lambda 2 era un razzo a tre stadi; fu usato nel 1963 solo per due lanci suborbitali.
- Il Lambda 3 era un razzo a quattro stadi; fu usato dal 1964 al 1977.
- Il Lambda 4 fu il primo razzo giapponese capace di lanciare in orbita satelliti artificiali. Fu costruito dalla Nissan. Si trattava di un razzo a cinque stadi, con una lunghezza complessiva di 16,50 metri, un diametro di 0,74 metri e un peso al lancio di 9.400 kg; poteva collocare in orbita un carico di 26 kg. Tutti gli stadi erano alimentati da propellente solido. Il primo lancio di un razzo Lambda 4 venne effettuato nel 1966, l'ultimo nel 1974. Con un razzo Lambda 4 venne messo in orbita il primo satellite giapponese, Ōsumi, l'11 febbraio 1970.